# Carlos Gabriel Rodríguez
Carlos Gabriel Rodríguez Orantes (nacido 12 de abril de 1990) es un defensor de fútbol panameño.

## Carrera de club
Estudio y se graduó en el colegio Pureza de María. Carlos Rodríguez empezó su carrera con Chepo haciendo su debut en la Liga Panameña de Fútbol durante la temporada 2007. En 2008 el prometedor jugador fue enviado  a Uruguay al Defensor Deportivo y participó en 3 partidos de liga para el club de Montevideo. A regresar a Chepo deprisa se establezca como primer equipo regular y tuvo su estación mejor en 2010/11 en qué haga 29 aspectos y puntuables 3 objetivos. A raíz de su juego con Chepo esté firmado por uno del club superior de Panamá Tauro en la conclusión de la estación.
Rodríguez jugó para Tauro durante la CONCACAF Liga de Campeones de 2011 y despertó el interés del equipo amigo FC Dallas. El 20 de enero de 2012 se anunció que Rodríguez había firmado con FC Dallas.

Rodríguez fue liberado por Dallas el 19 de noviembre de 2012.

## Carrera internacional
Rodríguez hizo 3 aspectos para Panamá es Debajo-23 equipo durante cualificar para las 2008 olimpiadas. En 2011 haga su debut con el equipo nacional lleno de Panamá. Aparezca en dos friendlies, ganando gorras en contra Paraguay en Sept. 2 y Costa Rica encima Nov. 11.

### Participaciones en selección nacional
| Copa                      | Categoría | Sede           | Resultado    | Partidos | Goles |
| ------------------------- | --------- | -------------- | ------------ | -------- | ----- |
| Copa Centroamericana 2013 | Mayor     | Costa Rica     | Primera Fase | 2        | 0     |
| Copa Oro 2013             | Mayor     | Estados Unidos | Subcampeón   | 5        | 1     |
| Copa Centroamericana 2014 | Mayor     | Estados Unidos | Tercer lugar | 1        | 0     |

### Objetivos internacionales
Las puntuaciones y los resultados listan la cuenta de objetivo de Panamá primero.
| Núm | Fecha               | Local                             | Adversario | Puntuación | Resultado | Competición   |
| --- | ------------------- | --------------------------------- | ---------- | ---------- | --------- | ------------- |
| 1.  | 20 de julio de 2013 | Domo de Georgia, Atlanta, EE. UU. | Cuba       | 3–1        | 6–1       | Copa Oro 2013 |

## Clubes
| Club              | País           | Año         |
| ----------------- | -------------- | ----------- |
| Chepo FC          | Panamá         | 2007        |
| Defensor Sporting | Uruguay        | 2008        |
| Chepo FC          | Panamá         | 2008 - 2011 |
| Tauro FC          | Panamá         | 2011        |
| FC Dallas         | Estados Unidos | 2012        |
| Chepo FC          | Panamá         | 2013 - 2014 |
| Fortaleza CEIF    | Colombia       | 2014 - 2015 |
| San Francisco FC  | Panamá         | 2015 - 2017 |
| CD del Este       | Panamá         | 2018 - 2020 |
| Tauro FC          | Panamá         | 2021        |
| Potros del Este   | Panamá         | 2021        |